# Live at the Yule Ball
Live At the Yule Ball è il sesto EP del gruppo indie-wizard rock Harry and the Potters, ed il loro primo live. Registrato dal vivo a Philadelphia in occasione del Quarto Ballo del Ceppo Annuale, l'album è stato poi pubblicato come CD/DVD a dicembre 2009 dall'etichetta indipendente Eskimo Laboratories. Esso è stato, inoltre, selezionato come "EP Wizard Rock del Mese" per dicembre 2009.

## Tracce del CD/DVD
1. Yule Ball
2. Xmas Rulez, Voldmort Droolz
3. I'm a Wizard
4. Wizard Chess
5. Save Ginny Weasley
6. Felix Felicis
7. Meet Me Under the Mistletoe
8. Everlasting Icicles
9. How Hagrid Saved Christmas
10. Keeping Secrets From Me
11. Stick it to Dolores
12. The Human Hosepipe
13. The Hogwarts Tonsil Hockey Team
14. This Book is so Awesome
15. Christmas Shopping for Dobby
16. Ice Cream Man
17. Gringotts Goblin Coaster
18. New Wizard Anthem
19. We Save Ron's Live, Part VIII
20. Accio Hagrid
21. Save Ginny Weasley From Dean Thomas
22. The Weapon
23. Dumbledore
24. Xmas at Hogwarts
25. Frosty the Snowman
26. Let it Snow
27. Rudolph the Red-nosed Reindeer
28. Smells Like Harry Potter

## Formazione
- Joe DeGeorge - voce, chitarra, sassofono baritono, melodica
- Paul DeGeorge - voce, tastiere, sassofono tenore, glockenspiel, theremin